# Königsdorf (Autriche)
Pour les articles homonymes, voir Königsdorf.
Königsdorf est une commune autrichienne du district de Jennersdorf dans le Burgenland.